# Wilhelm Pickenbach
Wilhelm Julius Pickenbach (* 1. März 1850 in Berlin; † 24. November 1903 ebenda) war Kaufmann und Mitglied des Deutschen Reichstags.

## Leben
Pickenbach besuchte das Friedrichs-Realgymnasium in Berlin und war Stadtverordneter in Berlin von 1883 bis 1885. Er gründete 1883 den „Deutschen Antisemiten-Bund“ und war später dessen Ehrenpräsident.
Von 1890 bis 1893 war er Mitglied des Deutschen Reichstags für den Wahlkreis Großherzogtum Hessen 1 (Gießen, Grünberg, Nidda). Im Reichstag schloss er sich der Fraktion der Deutschen Reformpartei an.